# Wieniamin Rieszetnikow
Wieniamin Siergiejewicz Rieszetnikow (ros. Вениамин Сергеевич Решетников; ur. 28 lipca 1986 w Nowosybirsku) – rosyjski szablista, wielokrotny medalista mistrzostw świata i Europy.
W 2006 roku zdobył złoty medal drużynowo na mistrzostwach świata juniorów w Taebaek.
Podczas mistrzostw świata w Paryżu w 2010 roku wywalczył brązowy medal w turnieju indywidualnym. Wyprzedzili go jedynie Koreańczyk Won Woo-young i Niemiec Nicolas Limbach. Na tej samej imprezie Rosjanie w składzie: Nikołaj Kowalow, Wieniamin Rieszetnikow, Aleksiej Jakimienko i Artiom Zanin zdobyli drużynowo złoty medal. W rywalizacji drużynowej zdobył następnie złote medale na mistrzostwach świata w Katanii w 2011 roku i mistrzostwach świata w Budapeszcie w 2013 roku oraz srebrny na mistrzostwach świata w Moskwie w 2015 roku. Ponadto na MŚ 2013 zwyciężył w turnieju indywidualnym, pokonując w finale swego rodaka - Nikołaja Kowalowa.
Wystartował na igrzyskach olimpijskich w Londynie w 2012 roku, gdzie był czwarty drużynowo, a indywidualnie odpadł w drugiej rundzie. Brał też udział w igrzyskach olimpijskich w Tokio w 2020 roku, zajmując siódme miejsce drużynowo i dwudzieste indywidualnie.
Zdobył złoty medal drużynowo na mistrzostwach Europy w Gandawie (2007). Drużynowo zdobył również brąz na mistrzostwach Europy w Sheffield (2011), złoto na mistrzostwach Europy w Legnano (2012) i srebro na mistrzostwach Europy w Strasburgu (2014). W zawodach drużynowych zdobył złoto na mistrzostwach Europy w Płowdiwie (2009) i mistrzostwach Europy w Düsseldorfie (2019) oraz srebrny na mistrzostwach Europy w Strasburgu (2014).